# ヨアンナ・ハウス
ヨアンナ・ハウス（Yoanna House、1980年4月9日 - ）はアメリカ合衆国のファッションモデル。フロリダ州ジャクソンビル出身。